# Dinotopia (minissérie de TV)
Dinotopia é uma minissérie de 4h10min (dividido em três episódios) co-produzido pela Walt Disney Television e Hallmark Entertainment. É baseado no mundo ficcional de Dinotopia, um romance no qual dinossauros convivem com seres humanos, criado pelo autor americano James Gurney. A minissérie usa detalhes da trama dos primeiros dois livros de Gurney, Dinotopia e Dinotopia: The World Beneath, embora ocorra em um momento em um futuro distante. Os personagens principais são dois garotos adolescentes, o acidente faz os garotos ficarem presos em Dinotopia, onde eles devem se ajustar a uma nova sociedade. A história do filme contém referências a muitas das personagens da série de livros, com alguns dos seus descendentes que ocupam papéis fundamentais na trama. A trilha sonora original foi composta por Trevor Jones.
A minissérie foi premiada como um episódio de The Wonderful World of Disney em 12 de maio de 2002, na ABC. Foi logo seguido por uma série de televisão que durou duas temporadas.
No Brasil, foi exibida por algum tempo como um filme em duas partes pelo SBT, que posteriormente editou e exibiu a minissérie como filme em parte única.

## Elenco
- Wentworth Miller - David Scott
- Tyron Leitso - Karl Scott
- David Thewlis - Cyrus Crabb
- Katie Carr - Marion
- Jim Carter - Prefeito Waldo Seville
- Alice Krige - Rosemary
- Colin Salmon - Oonu (capitão dos Skybax)
- Hannah Yelland - Romana Denison
- Lee Evans - Zippo (voz)
- Terry Jones - Pássaro Mensageiro (voz)
- Stuart Wilson - Frank Scott
- Anna Maguire - Samantha
- Geraldine Chaplin - Grande mãe Oriana